# السيله العليا (نعمان)

تعديل مصدري - تعديل

السيله العليا هي إحدى قرى عزلة الرحبة بمديرية نعمان التابعة لمحافظة البيضاء، بلغ تعداد سكانها 91 نسمة حسب تعداد اليمن لعام 2004.